# Fűrész – Újra játékban
A Fűrész – Újra játékban (eredeti címén: Jigsaw) 2017-es amerikai horrorfilm, melyet Josh Stolberg és Peter Goldfinger forgatókönyvéből a Spierig testvérekrendeztek. A főszereplők Matt Passmore, Callum Keith Rennie, Clé Bennett és Hannah Emily Anderson.
Az Amerikai Egyesült Államokban 2017. október 27-én mutatták be. Magyarországon egy nappal korábban, október 26-án került mozikba a szinkronizált változat a Freeman Film forgalmazásában.
A film forgatása 2016 novemberében kezdődött a kanadai Ontarióban. Ez a nyolcadik része a Fűrész-filmsorozatnak. Egy évtized telt el a hírhedt sorozatgyilkos, John Kramer halála óta. A rendőrség próbálja felkutatni az újabb sorozatgyilkost, mivel sorra bukkannak fel a halálcsapdákkal megcsonkított holttestek. A leírások arra utalnak, hogy a kirakós gyilkos még mindig életben van.
Eredetileg úgy tervezték, hogy a Fűrész 3D lesz a széria végső része, de a Lionsgate Films megbízta Stolberget és a Goldfingeret, hogy készítsék el a nyolcadik részt. A film kritikai szempontból vegyes visszajelzéseket kapott. A Metacritic oldalán a film értékelése 40% a 100-ból, ami 16 véleményen alapul. A Rotten Tomatoeson a Fűrész – Újra akcióban 41%-os minősítést kapott, 39 értékelés alapján.

## Cselekmény
Tíz év telt el a hírhedt sorozatgyilkos, John Kramer (Tobin Bell) halála óta. Azonban egyszer csak városszerte kezdenek el felbukkanni a borzalmasan megcsonkított holttestek, és a jelek arra kezdenek utalni, hogy a briliáns játékmester áll az esetek hátterében. Miközben a rendőrség nyomozást folytat az elkövető után, nem is sejtik, hogy egy másik helyszínen öten küzdenek az életükért. A briliáns halálcsapdákban vergődő áldozatoknak dönteniük kell, hogy követik-e a titokzatos hang utasításait. És aki a kezében tartja a szálakat, nem ismer kegyelmet: ha rosszul választanak, a büntetésük gyötrelmes halál.

## Szereposztás
| Színész               | Szerep                | Magyar hang        |
| --------------------- | --------------------- | ------------------ |
| Matt Passmore         | Logan Nelson          | Olt Tamás          |
| Callum Keith Rennie   | Halloran nyomozó      | Jakab Csaba        |
| Clé Bennett           | Keith Hunt nyomozó    | Varga Rókus        |
| Tobin Bell            | John Kramer / Kirakós | Fodor Tamás        |
| Brittany Allen        | Carly                 | Nádorfi Krisztina  |
| Josiah Black          | Edgar Munsen          | Kis Horváth Zoltán |
| Sonia Dhillon Tully   | Doktornő              | Benkő Nóra         |
| Edward Ruttle         | Matt                  | Molnár Kristóf     |
| Hannah Emily Anderson | Eleanor Bonneville    | Pálmai Anna        |
| Laura Vandervoort     | Anna                  | Roatis Andrea      |
| Paul Braunstein       | Ryan                  | Turi Bálint        |
| Mandela Van Peebles   | Mitch                 | Dányi Krisztián    |